# ليام كيلي (لاعب كرة قدم)
ليام كيلي (بالإنجليزية: Liam Kelly)‏ (22 نوفمبر 1995 بجمهورية أيرلندا - ) هو لاعب كرة قدم أيرلندي في مركز الوسط.

## وصلات خارجية
- ليام كيلي (لاعب كرة قدم) على موقع الاتحاد الأوربي (الإنجليزية)
- ليام كيلي (لاعب كرة قدم) على موقع قاعدة بيانات كرة القدم.إي يو (الإنجليزية)
- ليام كيلي (لاعب كرة قدم) على موقع Soccerbase.com (لاعب) (الإنجليزية)
- ليام كيلي (لاعب كرة قدم) على موقع Soccerway.com (الإنجليزية)